# Carpaidion
Carpaidion es un género de ácaros perteneciente a la familia Parasitidae.

## Especies
- Carpaidion cingulatum Athias-Henriot, 1979
- Carpaidion cinqulatum C. Athias-Henriot, 1979